# چائورا
چائورا (به لاتین: Chaora) یک منطقهٔ مسکونی در بنگلادش است که در ناحیه برگونه واقع شده‌است.